# Johann Friedrich Crell
Johann Friedrich Crell (6. ledna 1707 Lipsko – 19. května 1747 Helmstedt) byl německý anatom a fyziolog.

## Život
Byl synem Ludwiga Christiana Crella. Navštěvoval školu v rodném městě a na Lipské univerzitě se stal v roce 1732 doktorem medicíny. Roku 1737 byl jmenován profesorem anatomie a fyziologie na Wittenberské univerzitě a od roku 1741 profesorem na Helmstedtské univerzitě, kde pracoval až dokonce života.

## Dílo (výběr)
- De valvula venae cavae Eustachiana
- De motu syncrono auricularum et ventriculorum cordis
- De arteria coronaria cordis instar ossis indurata
- De viscerum nexibus insolitis
- De causis, respirationem vitalem cientibus
- De cortice Simarouba
- De ossiculis sesamoideis